# Olympische Winterspiele 2006/Teilnehmer (Madagaskar)
| Gelbes Symbol für Goldmedaillen mit stilisierten Olympischen Ringen | Graues Symbol für Silbermedaillen mit stilisierten Olympischen Ringen | Braundes Symbol für Bronzemedaillen mit stilisierten Olympischen Ringen |
| ------------------------------------------------------------------- | --------------------------------------------------------------------- | ----------------------------------------------------------------------- |
| —                                                                   | —                                                                     | —                                                                       |

Madagaskar nahm an den Olympischen Winterspielen 2006 im italienischen Turin mit einem einzigen Athleten an einer Sportart teil. Es war die erste Teilnahme des Landes an Winterspielen.
Mathieu Razanakolona konnte beim Ski alpin keine Medaille erringen.

## Teilnehmer nach Sportarten

### Ski alpin(1)
- Mathieu Razanakolona
Riesenslalom, Männer (Platz 39)
Slalom, Männer: (Platz -)